# Epilobium minutum
Epilobium minutum – вид кипрея, известный под общими названиями «маленький иван-чай», «чапараль-кипрей» и «пустынный иван-чай». Его также называют «мелкоцветковым ивняком» из-за относительно небольшого размера. Однако это название, в частности британский английский вариант «кипрей мелкоцветковый», обычно относится к Epilobium parviflorum.
Этот однолетний полевой цветок произрастает в западной части Северной Америки от Британской Колумбии и Альберты до Калифорнии и Аризоны.

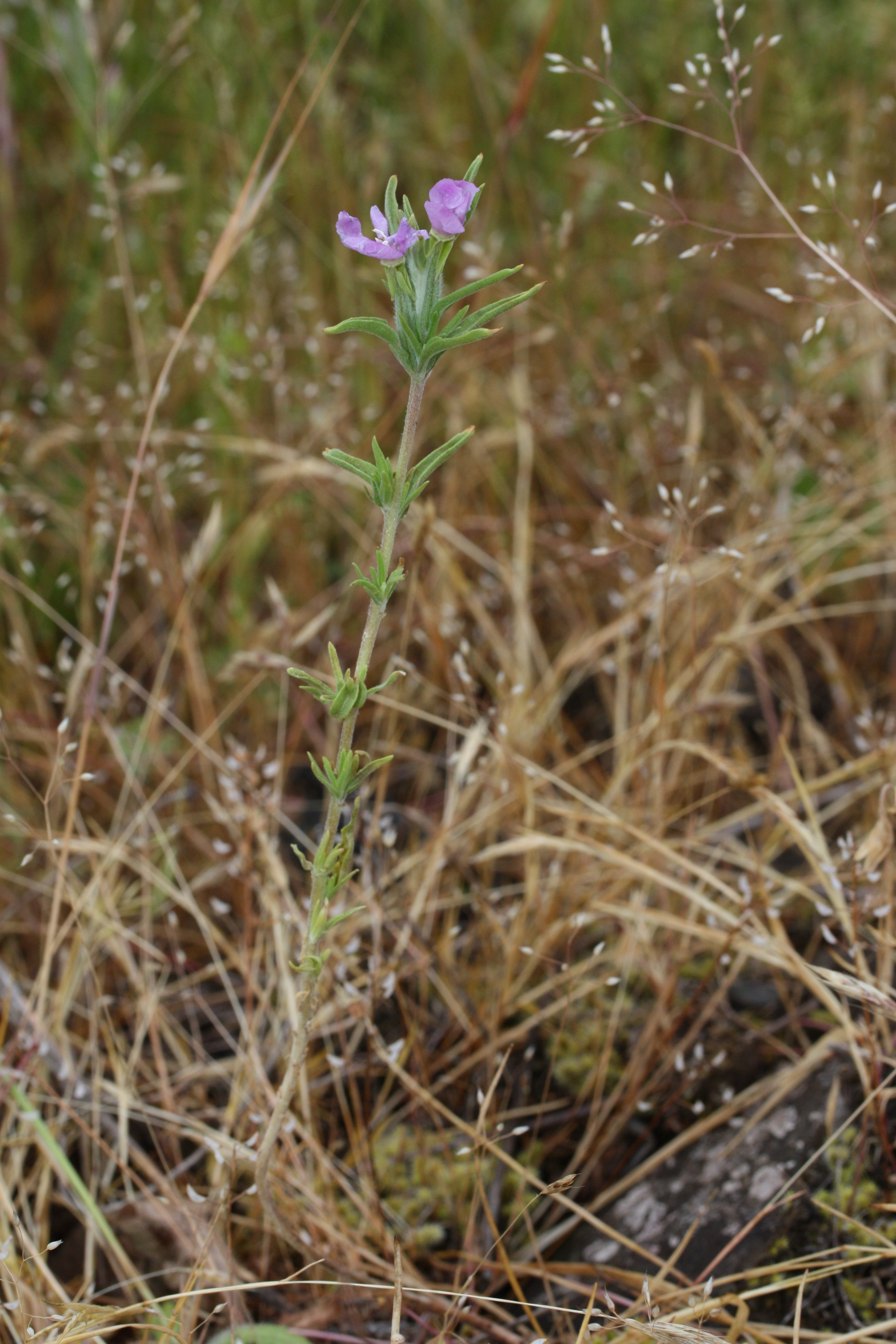
Epilobium minutum в заповеднике Кингстон-Прери, Стейтон, Орегон

## Описание
Epilobium minutum – это небольшое тонкое растение с тонкими ветвящимися стеблями, достигающими максимальной высоты 40 сантиметров (16 дюймов). Редкие листья имеют овальную форму и длину 1 или 2 сантиметра (0,39 или 0,79 дюйма). Стебли увенчаны несколькими крошечными цветками от белого до светло-фиолетового цвета с зазубренными лепестками, каждый длиной в несколько миллиметров. Плод представляет собой капсулу длиной 1 или 2 сантиметра (0,39 или 0,79 дюйма). Это растение гораздо меньшего размера, чем большинство представителей рода.

## Распространение
Распространен на сухих, открытых участках, ландшафт которых был изменен механически или, например, в ходе лесных пожаров. Широкий разброс ареала по высоте над уровнем моря: от 15 до 2320 м. Произрастает в Калифорнии, Британской Колумбии, Монтане, западной Неваде. Время цветения: апрель-сентябрь.